# Капустка, Бартош
Бартош Капустка (пол. Bartosz Kapustka; род. 23 декабря 1996, Тарнув, Польша) — польский футболист, полузащитник клуба «Легия». Выступал в национальной сборной Польши.

## Клубная карьера
Бартош начинал свою карьеру в клубе «Тарновия» из своего родного города. Сезон 2010/11 он провёл в юношеской команде более серьёзного «Хутника», а в 2012 году стал игроком «Краковии». За «Краковию» он дебютировал 29 марта 2014 года в матче против клуба «Видзев». В своём дебютном сезоне он принял участие в двух встречах. По ходу следующего сезона Бартош стал основным футболистом «Краковии». Сезон 2015/16 он начал в качестве одного из ключевых игроков команды.
3 августа 2016 года подписал контракт с английским клубом «Лестер Сити» на 5 лет. По информации польской прессы, сумма трансфера составила около 7,5 млн фунтов.
14 июля 2017 года футбольный клуб «Лестер Сити» объявил о переходе полузащитника на правах аренды в немецкий «Фрайбург».
13 августа 2020 года в качестве свободного агента подписал контракт с варшавской «Легией».

## Карьера в сборной
Бартош выступал за юношеские и молодёжные польские сборные. Его дебют за национальную сборную Польши состоялся 7 сентября 2015 года в матче против сборной Гибралтара. В этой встрече он отметился забитым голом. Попал в заявку сборной Польши на Евро-2016 и провёл там несколько матчей.